# Vliegbasis Bitburg
Vliegbasis Bitburg (Engels: Bitburg Air Base) (1952-1994) was een NAVO-frontlinebasis gedurende de Koude Oorlog. De vliegbasis is gesitueerd in de Eifel op 3 kilometer zuidoost van de stad Bitburg, 32 kilometer ten noorden van Trier en 127 kilometer ten westen van Wiesbaden.
Bitburg AB was 40 jaar de thuishaven van het 36th Fighter Wing van de USAFE. Het vliegveld werd in 1994 overgedragen aan de Duitse overheid. Sinds 1994 fungeert het als een civiele luchthaven.